# Compañía de los cinco gremios de Madrid
La Compañía de los cinco gremios de Madrid fue una compañía que se ocupaba de la recaudación de las rentas reales del casco de esta capital y sus agregados, la que corrió a su cargo hasta el año 1808.
La compañía tuvo comienzo en 1679 y la formaron los mercaderes de tejidos de seda, de plata y oro; de mercería, especiería y droguería; de paños, de joyería y de lienzos. En 1763 se erigió en Compañía general de comercio compuesta de los mismos individuos accionistas. Cada gremio de los cinco nombraba un apoderado general que le representaba y el cuerpo de apoderados elegía los diputados directores generales de la Compañía que desempeñan todos sus negocios, giros y asuntos. De la reunión de estos con los apoderados se formaba la Junta general de gobierno, presidida por un señor comisario regio. 
En 1785 el rey encomendó a la Compañía varias reales fábricas para su restablecimiento y fomento, las cuales con otras de la compañía generaron prosperidad y admiración por nacionales y extranjeros, como fueron:
- la de tejidos de seda plata y oro en Talavera de la Reina
- la de paños superfinos en Ezcaray
- la de hilar y torcer seda en Murcia
- la de tejidos de seda en Valencia
- la de paños finos y regulares en Cuenca
- la de jabón en Carabanchel de Abajo
- la de sombreros finos en Madrid

La irrupción francesa en 1808 causó el exterminio de estas fábricas, y si bien al recobro de la independencia nacional la Compañía las fue restaurando con nuevos sacrificios, se hizo preciso suspender las demás y sostener solamente las de Talavera, Ezcaray y Madrid, habiendo merecido sus elaboraciones la más honorífica mención y los primeros premios en las exposiciones de 1827 y 1828. 
El decadente estado de esta compañía, la más antigua comercial de España, sus eminentes servicios al rey y al Estado y la suerte de un gran número de familias arruinadas por imposiciones de capitales hechas en ella, reclamaron la protección que el rey manifestó por la restauración agrícola, comercial y fabril del reino.
Estaba situado este establecimiento en la calle de Atocha y el edificio que ocupaba, uno de los más elegantes de Madrid, fue construido en 1791 por el arquitecto Josef de la Ballina.